# Titularbistum Forma
Forma ist ein Titularbistum der römisch-katholischen Kirche.
Es geht zurück auf einen untergegangenen Bischofssitz in der gleichnamigen antiken Stadt, die in der römischen Provinz Numidien lag und der im 7. Jahrhundert mit der islamischen Expansion unterging.
| Titularbischöfe von Forma |                                 |                                          |                   |                    |
| Nr.                       | Name                            | Amt                                      | von               | bis                |
| 1                         | William Edward Cousins          | Weihbischof in Chicago (USA)             | 17. Dezember 1948 | 21. Mai 1952       |
| 2                         | Otoniel Alcedo Culquicóndor SDB | Weihbischof in Chachapoyas (Peru)        | 17. Februar 1953  | 28. August 1958    |
| 3                         | James Joseph Gerrard            | Weihbischof in Fall River (USA)          | 2. Februar 1959   | 3. Juni 1991       |
| 4                         | Yohannes Woldegiorgis           | Apostolischer Vikar von Meki (Äthiopien) | 21. Dezember 1991 | 19. September 2002 |
| 5                         | Giuseppe Nazzaro OFM            | Apostolischer Vikar von Aleppo (Syrien)  | 21. November 2002 | 26. Oktober 2015   |
| 6                         | Shorot Francis Gomes            | Weihbischof in Dhaka (Bangladesch)       | 8. Februar 2016   | 12. Mai 2021       |
| 7                         | Justin Ain Soongie              | Weihbischof in Wabag (Papua-Neuguinea)   | 15. Juni 2021     | 7. Juli 2025       |